# Кузнецов, Владимир Вячеславович
Владимир Вячеславович Кузнецов (род. 18 февраля 1998, Екатеринбург) — российский хоккеист, нападающий.

## Биография
Занимался в екатеринбургских школах «Юность», «Спартаковец», «Автомобилист». После сезона 2014/15, проведённого в команде МХЛ «Авто», два сезона отыграл в «Акадия-Батерст Тайтен» из QMJHL. С сезона 2017/18 стал играть в КХЛ за «Автомобилист» и в ВХЛ за «Горняк» Учалы. Также выступал за «Авто» (2017/18 — 2018/19) и за китайский клуб «Чэнтоу» (ВХЛ, 2019/20).
Участник юниорского чемпионата мира 2016 года.